# Ecstasy (Lou Reed)
Ecstasy es el 18º álbum de Lou Reed, editado en el año 2000 por Sire Records.
El disco incluye 14 temas escritos por Reed, y fue coproducido junto a Hal Willner.
Este trabajo recibió una reseña favorable en la revista Rolling Stone, firmada por el reconocido periodista Robert Christgau con 4 puntos de 5, y una crónica algo más tibia por parte de Allmusic, con un 3 sobre 5.
La violinista Laurie Anderson, interpretó el violín eléctrico en las canciones "White Prism," "Rouge" y "Rock Minuet".

## Lista de canciones
1. «Paranoia Key of E» – 4:28
2. «Mystic Child» – 5:01
3. «Mad» – 4:29
4. «Ecstasy» – 4:25
5. «Modern Dance» – 4:09
6. «Tatters» – 5:55
7. «Future Farmers of America» – 3:01
8. «Turning Time Around» – 4:21
9. «White Prism» – 4:00
10. «Rock Minuet» – 6:56
11. «Baton Rouge» – 4:54
12. «Like a Possum» – 18:03
13. «Rouge» – 1:00
14. «Big Sky» – 6:32

## Músicos de estudio
- Lou Reed - voz principal, coros, percusiones y guitarra eléctrica[2]
- Fernando Saunders - bajo y coros
- Mike Rathke - guitarra eléctrica
- Tony "Thunder" Smith* - batería y percusiones
- Laurie Anderson - violín eléctrico
- Doug Wieselman - saxofón
- Paul Shapiro - saxofón
- Doug Wieselman - saxofón
- Jane Scanpartoni - violonchelo
- Steve Bernstein - trompeta y arreglo de metales

## Equipo técnico
La producción del disco fue de Hall Willner y Lou Reed. El disco fue grabado en Sear Sound Studios, ubicados en Nueva York; mezclado en Quad Recording Studios y masterizado en Gateway Mastering.
- Dave Fisher - Ingeniero de audio
- Ben Holt - Ingeniero de mezcla
- Bob Ludwig - mezcla y masterización
- Tim Latham - grabación